# Lexington (Missisipi)
Lexington – miasto w Stanach Zjednoczonych, w stanie Missisipi, siedziba administracyjna hrabstwa Holmes.